# حنوت‌تاوی سی
حنوت‌تاوی سی (انگلیسی: Henuttawy C) شاهدخت و کاهنه مصر باستان در دوران حکمرانی دودمان بیست و یکم مصر بود

## زندگی‌نامه
حنوت‌تاوی احتمالاً دختر کاهن اعظم آمون در تِبِس منخپررع و «ایست‌ام‌خب سی»، خود دختر فرعون پسوسنس یکم بود. او احتمالاً با برادرش سمندس دوم که پس از مرگ پدرش کشیش اعظم آمون شد، ازدواج کرد. این زن و شوهر حداقل یک دختر به نام «ایست‌ام‌خب ئی» داشتند.
او دارای عناوین بسیاری مانند آوازخوان آمون، معشوقه دربار، رئیس حریم آمون، فلوتیست موت، مادر خدای خونس است. حنوت‌تاوی به سنین پیری (در آن دوران) رسید و در حدود ۷۰ سالگی درگذشت و در قبرستان دیر البحری در نزدیکی معبد حتشپسوت به خاک سپرده شد. مقبره او (MMA 60) در دوران باستان غارت شد و در سال‌های ۲۴–۱۹۲۳ توسط یک گروه کاوش‌گر به رهبری هربرت ای. وینلاک دوباره کشف شد. جواهرات آن مدت‌ها قبل به سرقت رفته بود، اما مومیایی، تابوت‌ها و بخشی از تجهیزات تشییع جنازه به موزه هنر متروپولیتن منتقل و امروزه در آنجا به نمایش گذاشته شده است. بعدها، مقداری از تابوت حنوت‌تاوی به موزه هنرهای زیبا (Acc. no. 54.639-40) اهدا شد.
به گفته کنت اندرسون کیچن، کسی که از او به عنوان ذینفع در فرمانی که بر روی ستون دهم محوطه آمون-رع را در کرناک حک شده و در سال‌های ۵، ۶ و ۸ پادشاهی گمنام - احتمالاً سی‌آمون - در زمان موفقیت کاهن اعظم سمندس دوم، صادر شد، احتمالاً همان حنوت‌تاوی است. کتیبه‌ها هیچ عنوانی را ذکر نکرده‌اند، اما از آنها مشخص می‌شود که حنوت‌تاوی و دخترش ایست‌ام‌خب دارایی مردی به نام سمندس را به ارث برده‌اند که احتمالاً شوهر برکنارشدهٔ سابق (سمندس دوم) است.

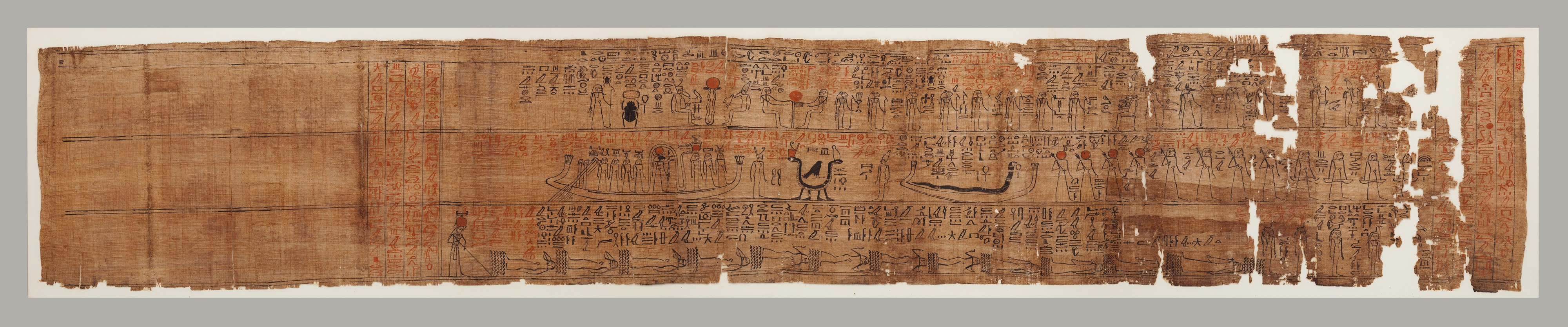
«آمدوئت» پاپیروس حنوت‌تاوی، دختر ایست‌ام‌خب.